# Плювако Олександр Володимирович
Олександр Володимирович Плювако (* 1 серпня 1961) — український підприємець. Працював у вугільній промисловості. Генеральний директор ДП «Свердловантрацит» у 2009—2010 роках. В. о. генерального директора ДП «Вугілля України» у березні 2010 року.

## Життєпис
Батьки приїхали на будівництво шахт Донбасу за комсомольськими путівками. Батько, Плювако Володимир Олексійович — заслужений шахтар України, нагороджений орденом «За заслуги» III ступеня, багатолітній гірник шахти «Луганська». Там же певний час працював і Олександр Плювако.
Від 3 грудня 2008 року був в. о. генерального директора, 2 лютого 2009 року призначений генеральним директором ДП «Свердловантрацит». До того працював начальником ВМТЗ (відділу матеріально-технічного забезпечення). Водночас став президентом футбольного клубу «Шахтар» (Свердловськ), чиїм головним спонсором є «Свердловантрацит».
Активно підтримував Юлію Тимошенко під час президентської виборчої кампанії 2010 року.
10 березня 2010 року призначений виконувачем обов'язків генерального директора ДП «Вугілля України», звільнений з цієї посади у середині березня. У квітні проти Олександра Плювако порушено кримінальну справу за ч. 2 статті 364 Карного кодексу України «Зловживання владою або службовим становищем» через нецільове використання 82 млн гривень. Існує думка, що відкриття кримінальної справи пов'язане з підтримкою підприємцем Юлії Тимошенко на президентських виборах.